# Вершинний сепаратор (теорія графів)
У теорії графів підмножина вершин {\displaystyle S\subset V} називається вершинним сепаратором для несуміжних вершин {\displaystyle a} і {\displaystyle b}, якщо видалення {\displaystyle S} з графу розділяє {\displaystyle a} і {\displaystyle b} в дві компоненти зв'язності.

## Приклади

Сепаратор для решітки.

Припустимо, що задано решітку з r рядків і c стовпців, тоді повне число n вершин дорівнює r*c. Наприклад, на малюнку, r = 5, c = 8 і n = 40. Якщо r непарне, існує один центральний рядок, в іншому випадку існують два рядки, однаково близьких до центру. Таксамо, якщо c непарне, існує один центральний стовпець, в іншому випадку існують два стовпці, однаково близьких до центру. Вибравши як S один із цих рядків або стовпців, і видаливши S із графу, отримаємо розбиття графу на два менших зв'язких підграфи A і B, кожен з яких містить максимум n / 2 вершин. якщо r ≤ c (як на ілюстрації), то вибір центрального стовпця дасть сепаратор S з r ≤ √ n вершин, і, так само, якщо c ≤ r, вибір центрального рядка дасть сепаратор з максимум √n вершин. Отже, будь-який граф-решітка має сепаратор S з розміром, що не перевищує √ n, видалення якого розділяє граф на дві зв'язні компоненти, кожна з розміром, що не перевершує n/2.
Іншим класом прикладів є вільне дерево T, яке має сепаратор S, що складається з однієї вершини, видалення якої розділяє T на дві (або більше) зв'язні компоненти, кожна з яких має розмір, що не перевищує n/2. Точніше, існує рівно одна або дві вершини, залежно від того, є дерево центрованим чи біцентрованим.
Всупереч наведеним прикладам не всі вершинні сепаратори збалансовані, але ця властивість найкорисніша для застосування в інформатиці.

## Мінімальні сепаратори
Нехай S — (a, b)-сепаратор, тобто підмножина вершин, що розділяє дві несуміжні вершини a і b. Тоді S є мінімальним (a, b)-сепаратором, якщо ніяка підмножина S не розділяє a і b. Множина S називається мінімальним сепаратором, якщо вона є мінімальним сепаратором для будь-якої пари (a, b) несуміжних вершин. Нижче наведено добре відомий результат, що стосується характеризації мінімальних сепараторів:
Лема. Верховий сепаратор S у G мінімальний тоді і тільки тоді, коли граф {\displaystyle G-S}, Отриманий видаленням S із G, має дві зв'язні компоненти {\displaystyle C_{1}} і {\displaystyle C_{2}} такі, що кожна вершина в S зв'язна з деякою вершиною в {\displaystyle C_{1}} і деякою вершиною в {\displaystyle C_{2}}.
Мінімальні сепаратори утворюють алгебричну систему: для двох фіксованих вершин a і b даного графу G (a, b)-сепаратор S можна розглядати як попередник іншого (a, b)-сепаратора T, якщо будь-який шлях з a в b потрапляє в S перш, ніж потрапити в T. Строгіше відношення передування визначається так: нехай S і T — два (a, b)-сепаратори в G. Тоді S є попередником T, що позначається як {\displaystyle S\sqsubseteq _{a,b}^{G}T}, якщо для будь-якої вершини {\displaystyle x\in S\setminus T} будь-який шлях, що з'єднує x і b, містить вершину з T. З визначення випливає, що відношення передування є передпорядком на множині всіх (a, b)-сепараторів. Більш того, Ескаланте довів, що відношення передування стає повною решіткою, якщо обмежитися множиною мінімальних (a, b)-сепараторів G.